# (35220) 1994 WU7
1994 WU7 (asteroide 35220) é um asteroide da cintura principal. Possui uma excentricidade de 0.10301030 e uma inclinação de 6.99829º.
Este asteroide foi descoberto no dia 28 de novembro de 1994 por Spacewatch em Kitt Peak.